# انتقال رایگان (فوتبال)
در فوتبال حرفه‌ای، انتقال رایگان که به عنوان قانون بوسمن نیز شناخته می‌شود، شامل یک باشگاه فوتبال حرفه ای است که زمانی که قرارداد بازیکن منقضی شده باشد یا درست قبل از پایان قرارداد در دسترس قرار گیرد، بازیکنی را آزاد می‌کند. سپس بازیکن می‌تواند با هر باشگاهی که به وی قرارداد پیشنهاد می‌دهد، امضا کند.

## فرایند کار
باشگاهی که این بازیکن را می‌خرد، به دلیل اینکه در قراردادش چیزی برای پرداخت باقی نمانده‌است، مجبور نیست غرامتی را برای آزادی آنها بپردازد، از این رو به اصطلاح انتقال؛ انتقالی آزاد است. برخی از لیگ‌ها منحصراً محدودیت‌هایی برای محافظت از آکادمی‌ها دارند. به عنوان مثال، در بریتانیا، بازیکنان زیر ۲۴ سال که قراردادشان تمام شده‌است، تنها در صورت آزاد شدن توسط باشگاهی که مجوز یا به عبارتی قرارداد بازیکنان را دارد، به صورت رایگان در دسترس هستند.
نوع دیگری از انتقال رایگان زمانی است که بازیکنی بدون هیچ قیمتی از باشگاهی به باشگاه دیگر منتقل می‌شود، گاهی اوقات انتقال با مبلغ اسمی به عنوان انتقال رایگان به حساب می‌آید.
با شش ماه یا کمتر از قرارداد موجود برای بازیکنان ۲۳ ساله یا بالاتر، آنها آزادند تا با باشگاه‌های دیگر مذاکره کنند و قراردادی به نام پیش قرارداد امضا کنند، که نشان دهنده توانایی آنها برای انتقال به باشگاه مورد نظرشان در انتقال بوسمن در زمان انتقال بعدی وقتی که پنجره نقل و انتقالات باز می‌شود، است.

## جستار‌های وابسته
- انتقال قرضی